# Orzełek (Węgrów)
Pour les articles homonymes, voir Orzełek.
Orzełek (prononciation : [ɔˈʐɛwɛk]) est un village polonais situé dans la gmina de Sadowne dans le powiat de Węgrów et en voïvodie de Mazovie dans le centre-est de la Pologne.
Ce village se trouve à environ 6 kilomètres à l'est de Sadowne, 27 kilomètres au nord de Węgrów (chef-lieu du powiat) et à 79 kilomètres au nord-est de Varsovie (capitale de la Pologne).

## Histoire
De 1975 à 1998, le village appartenait administrativement à la voïvodie de Siedlce.